# Vierteich Freitelsdorf
Das Naturschutzgebiet Vierteich Freitelsdorf liegt im Landkreis Meißen in Sachsen. Es erstreckt sich östlich von Freitelsdorf, einem Ortsteil der Gemeinde Ebersbach. Westlich des Gebietes fließt die Große Röder und am nordöstlichen Rand der Dobrabach. Östlich verläuft die A 13 und erstreckt sich das rund 315 ha große Naturschutzgebiet Zschornaer Teichgebiet. Geografisch gehört das Gebiet zur Gemarkung Niederröderns.

## Bedeutung
Das rund 59,8 ha große Gebiet mit der NSG-Nr. D 111 wurde im Jahr 2017 unter Naturschutz gestellt. 